# Korfanty (samochód pancerny)
Samochód pancerny Korfanty – polski improwizowany samochód pancerny z okresu III powstania śląskiego nazwany na cześć działacza polonijnego na Śląsku oraz polityka Wojciecha Korfantego.

## Historia
W maju 1921 w trakcie III powstania śląskiego składająca się z marynarzy kompania, dowodzona przez porucznika marynarki Roberta Oszka, została zmotoryzowana, przejmując samochody ciężarowe zarekwirowane w hucie „Baildon”. Postanowiono wtedy, że niektóre z nich zostaną opancerzone.
Pierwszy z tych samochodów został zbudowany przez inżyniera Woźniaka, przy pomocy porucznika marynarki Oszka zaledwie w ciągu trzech dni. Podstawą samochodu stała się prawdopodobnie rama samochodu ciężarowego „Magirus”. Została ona opancerzona walcowaną blachą stalową wyprodukowaną w hucie Baildon. Pojazd otrzymał imię „Korfanty”.
Zaraz po oddaniu do użytku wszedł w skład kompanii porucznika Oszka, która oprócz tego samochodu dysponowała jeszcze kilkoma pojazdami ciężarowymi. „Korfanty” walczył w ramach Grupy „Północ” w rejonie Kędzierzyna. W dniach 21–27 maja wziął udział w walkach w rejonie Góry św. Anny. 
Po zakończeniu powstania samochód pancerny „Korfanty” wysłano prawdopodobnie do muzeum w Krakowie. Dalsze jego losy nie są znane.

## Galeria

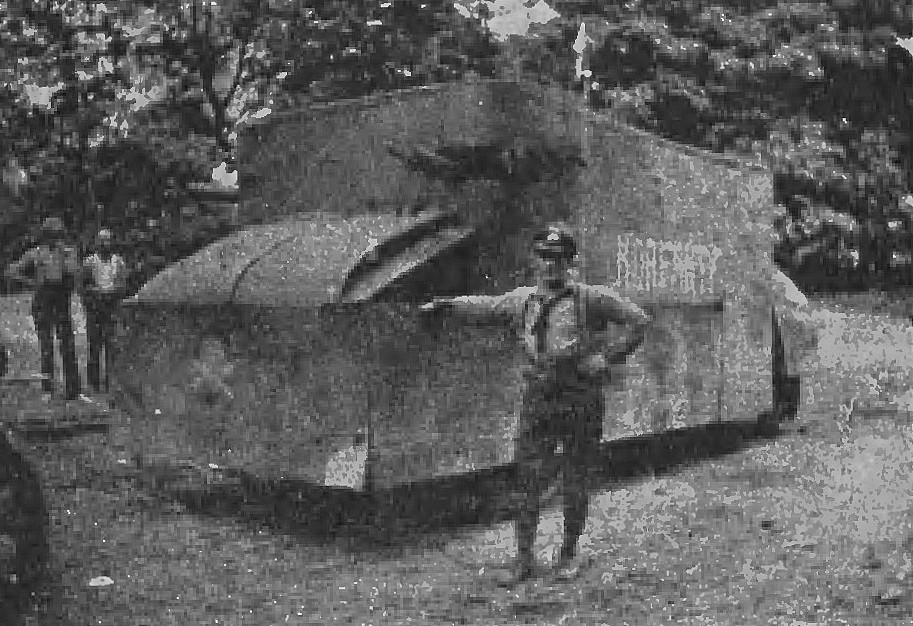
Korfanty w 1921
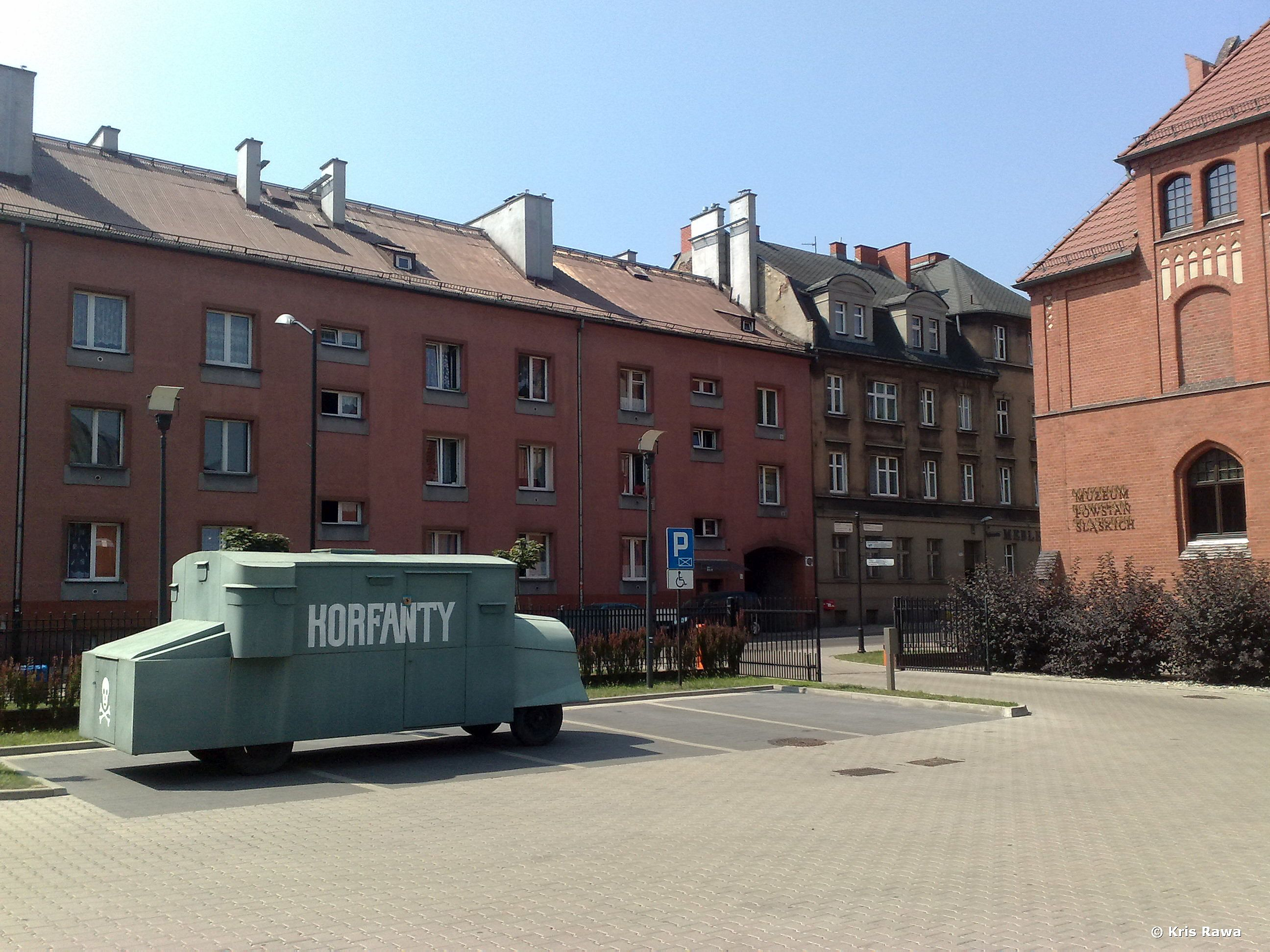
Replika samochodu pancernego „Korfanty” przed Muzeum Powstań Śląskich w Świętochłowicach w roku 2018. Replika nie jest własnością Muzeum i obecnie (rok 2022) nie znajduje się na terenie placówki.
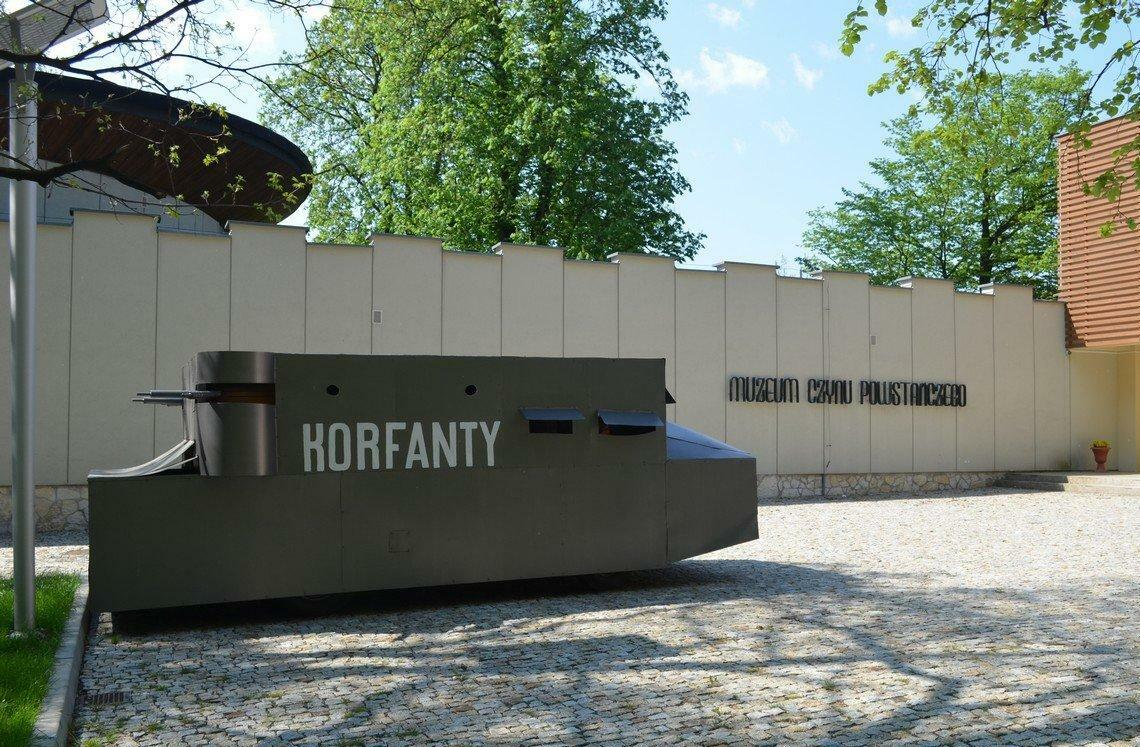
Replika samochodu pancernego „Korfanty” przed Muzeum Czynu Powstańczego w Górze Świętej Anny